# Хунхэ-Хани-Ийский автономный округ
Хунхэ-Хани-Ийский автономный округ (кит. упр. 红河哈尼族彝族自治州, пиньинь Hónghé Hānízú Yízú Zìzhìzhōu) — автономный округ в провинции Юньнань, Китай. Назван по реке Хунхэ.

## История
До середины XX века эти земли не составляли единой административной структуры.
После вхождения провинции Юньнань в состав КНР в марте 1950 года был создан Специальный район Мэнцзы (蒙自专区), состоящий из 12 уездов и 1 города; власти специального района разместились в уезде Мэнцзы (蒙自县). В 1951 году уезд Синьминь (新民县) был переименован в Юаньян, уезд Хунхэ (红河县) был преобразован в Хунхэ-Айниский автономный район уездного уровня (红河县爱尼族自治区（县级）), а уезд Гэцзю (个旧县) — в городской уезд, переданный из состава специального района под непосредственное управление властей провинции. В 1953 году из Специального района Мэнцзы был выделен Хунхэ-Ханиский автономный район (红河哈尼族自治区), в который перешли уезды Юаньян (ставший местом размещения властей), Юаньцзян, Цзиньпин и Хунхэ (созданный вновь из Хунхэ-Айниского автономного района уездного уровня).
В 1954 году был расформирован Специальный район Илян (宜良专区), и входивший в него Милэ-Ийский автономный район уездного уровня (弥勒彝族自治区（县级）) перешёл в состав Специального района Мэнцзы; в том же году уезд Юаньцзян был передан в состав Специального района Юйси (玉溪专区). В 1955 году город Хэкоу (河口市) был преобразован в уезд, а Милэ-Ийский автономный район — в Милэ-Ийский автономный уезд; тогда же на стыке уездов Хунхэ, Юаньян, Моцзян и Цзиньпин было образовано Люцуньское управление (六村办事处). В 1957 году Специальный район Мэнцзы и Хунхэ-Ханиский автономный район были объединены в Хунхэ-Хани-Ийский автономный округ (Милэ-Ийский автономный уезд стал при этом уездом Милэ); местом размещения властей автономного округа стал уезд Мэнцзы.
В 1958 году городской уезд Гэцзю перешёл под юрисдикцию автономного района и стал местом пребывания его властей; в том же году уезд Кайюань был разделён между городским уездом Гэцзю и уездом Вэньшань, уезд Мэнцзы был присоединён к городскому уезду Гэцзю, к уезду Милэ был присоединён уезд Луси из состава Специального района Цюйцзин (曲靖专区), а Люцуньское управление стало уездом Люйчунь. В 1960 году уезд Цюйси был присоединён к уезду Цзяньшуй, уезд Лунъу — к уезду Шичжань, уезд Пинбянь — к уезду Хэкоу; тогда же под юрисдикцией властей городского уезда Гэцзю были воссозданы уезды Мэнцзы и Кайюань. В 1961 году уезды Мэнцзы и Кайюань перешли под юрисдикцию властей автономного округа. В 1962 году были воссозданы уезды Луси и Пинбянь. В 1963 году уезд Пинбянь был преобразован в Пинбянь-Мяоский автономный уезд, а уезд Хэкоу — в Хэкоу-Яоский автономный уезд.
В 1981 году уезд Кайюань был преобразован в городской уезд.
В 1985 году уезд Цзиньпин был преобразован в Цзиньпин-Мяо-Яо-Дайский автономный уезд.
В 2003 году власти автономного округа переехали из городского уезда Гэцзю в уезд Мэнцзы.
В 2010 году уезд Мэнцзы был преобразован в городской уезд.
В 2013 году уезд Милэ был преобразован в городской уезд.

## Административное деление
Автономный округ делится на 4 городских уезда, 6 уездов, 3 автономных уезда:
| Карта | Карта                                   | Карта                  | Карта                                | Карта            | Карта         |
| --- | --------------------------------------- | ---------------------- | ------------------------------------ | ---------------- | ------------- |
| Гэцзю Кайюань Мэнцзы Милэ Пинбянь-Мяоский · автономный уезд Цзяньшуй Шипин Луси Юаньян Хунхэ Цзиньпин-Мяо-Яо-Дайский · автономный уезд Люйчунь Хэкоу-Яоский · автономный уезд |                                         |                        |                                      |                  |               |
| Статус | Название                                | Иероглифы              | Пиньинь                              | Население (2010) | Площадь (км²) |
| Городской уезд | Гэцзю                                   | 个旧市                 | Gèjiù shì                            |                  |               |
| Городской уезд | Кайюань                                 | 开远市                 | Kāiyuǎn shì                          |                  |               |
| Городской уезд | Мэнцзы                                  | 蒙自市                 | Méngzì shì                           |                  |               |
| Городской уезд | Милэ                                    | 弥勒市                 | Mílè shì                             |                  |               |
| Уезд | Цзяньшуй                                | 建水县                 | Jiànshuǐ xiàn                        |                  |               |
| Уезд | Шипин                                   | 石屏县                 | Shípíng xiàn                         |                  |               |
| Уезд | Луси                                    | 泸西县                 | Lúxī xiàn                            |                  |               |
| Уезд | Юаньян                                  | 元阳县                 | Yuányáng xiàn                        |                  |               |
| Уезд | Хунхэ                                   | 红河县                 | Hónghé xiàn                          |                  |               |
| Уезд | Люйчунь                                 | 绿春县                 | Lǜchūn xiàn                          |                  |               |
| Пинбянь-Мяоский автономный уезд | Пинбянь-Мяоский автономный уезд         | 屏边苗族自治县         | Píngbiān Miáozú zìzhìxiàn            |                  |               |
| Цзиньпин-Мяо-Яо-Дайский автономный уезд | Цзиньпин-Мяо-Яо-Дайский автономный уезд | 金平苗族瑶族傣族自治县 | Jīnpíng Miáozú Yáozú Dǎizú zìzhìxiàn |                  |               |
| Хэкоу-Яоский автономный уезд | Хэкоу-Яоский автономный уезд            | 河口瑶族自治县         | Hékǒu Yáozú zìzhìxiàn                |                  |               |

## Население
Согласно переписи 2000 года в округе проживало 4130,5 тыс. чел. В национальном составе преобладали следующие народы:
| Народ   | Население | Доля    |
| ------- | --------- | ------- |
| Китайцы | 1 830 245 | 44,31 % |
| И       | 973 732   | 23,57 % |
| Хани    | 685 727   | 16,6 %  |
| Мяо     | 274 147   | 6,64 %  |
| Чжуаны  | 99 132    | 2,4 %   |
| Дайцы   | 98 164    | 2,38 %  |
| Яо      | 76 947    | 1,86 %  |
| Хуэйцзу | 68 033    | 1,65 %  |
| Лаху    | 9 900     | 0,24 %  |
| Бай     | 4 161     | 0,1 %   |
| Буи     | 3 736     | 0,09 %  |
| Монголы | 1 214     | 0,03 %  |
| Ту      | 835       | 0,02 %  |

## Экономика
Развиты сельское хозяйство и заготовка древесины, в том числе выращивание риса и черники.